# Cantone di L'Ajoupa-Bouillon
Il cantone di L'Ajoupa-Bouillon è una divisione amministrativa situato nel dipartimento e regione della Martinica.

## Comuni
- L'Ajoupa-Bouillon